# Belmopan Bandits Football Sporting Club
Maillots
Le Belmopan Bandits Football Sporting Club, plus communément appelée le Belmopan Bandits, est un club de football belizien basé dans la capitale du Belize, Belmopan.

## Palmarès
- Championnat du Belize (9) :
  - Champion : 2012 (A), 2013 (A), 2014 (C), 2014 (A), 2016 (C), 2016 (A), 2017 (C), 2018 (C), 2018 (A).
  - Vice-champion : 2001, 2003, 2004 et 2015 (C), 2017 (A), 2019 (C), 2019 (A).